# Agabus japonicus
Agabus japonicus är en skalbaggsart som beskrevs av Sharp 1873. Agabus japonicus ingår i släktet Agabus och familjen dykare.

## Underarter
Arten delas in i följande underarter:
- A. j. shiroumanus
- A. j. continentalis
- A. j. ezo
- A. j. japonicus